# Caso Raúl René de Sanctis y Miryam Ovando
Raúl René de Sanctis y Miryam Ovando son una pareja de estudiantes de la Universidad Nacional de Rosario y militantes de la Juventud Universitaria Peronista, secuestrados y desaparecidos en distintos operativos en el año 1977, durante la última dictadura cívico-militar en Argentina. Al momento de su secuestro, Miryam Ovando estaba embarazada.

## Sobre sus vidas
Miryam Ovando nació en la ciudad de Rosario (Argentina) el 17 de enero de 1956, hija de Esilda Oviedo y Gerónimo Ovando. Cursó sus estudios primarios y secundarios en el Centro Educativo Nuestra Señora del Huerto. En el año 1974 comenzó a estudiar la carrera de Psicología en la Universidad Nacional de Rosario (Legajo N° O-1864). Durante sus años de estudiante, realizó trabajos de alfabetización y asistencia en distintos barrios de la ciudad. Más tarde, comenzó a militar activamente en la organización Montoneros, en la Juventud Universitaria Peronista (JUP) y en la Juventud Trabajadora Peronista (JTP). Tiempo después, por su militancia, se mudó hacia la ciudad de Paraná (Argentina).
Raúl René de Sanctis nació el 29 de julio de 1954 en Concepción del Uruguay (Argentina). Su padre era médico militar asignado en dicha localidad, por lo que nació y vivió un tiempo allí. Durante su infancia se mudó junto a su familia a la ciudad de Rosario. Cursó sus estudios primarios en el Colegio del Sagrado Corazón y secundarios en el Colegio San José, tiempo durante el cual participó de los grupos católicos de jóvenes salesianos y formó parte del equipo de rugby Old Resian Club. Estudiaba Antropología en la Universidad Nacional de Rosario y trabajaba en una fábrica metalúrgica de la localidad de Villa Constitución. Militaba en la Juventud Universitaria Peronista (JUP), en la Juventud Trabajadora Peronista y en la organización Montoneros.
Miryam y Raúl se conocieron en retiros espirituales de la congregación salesiana, perteneciente a la Iglesia Católica. Luego de un tiempo juntos, y por su militancia, se mudaron a la provincia de Buenos Aires.

## Secuestro
Miryam Ovando fue secuestrada en abril de 1977 en la localidad de Virreyes, provincia de Buenos Aires; Raúl de Sanctis, en junio de 1977 en la estación de trenes de Campana, Buenos Aires.
Miryam Ovando permaneció detenida ilegalmente en la localidad de Campana, en un centro clandestino de detención dependiente de Campo de Mayo. Al momento de su secuestro, estaba cursando un embarazo. Tuvo a su hija en el Hospital Militar de Campo de Mayo en agosto de 1977. Durante su detención, logró enviarles una carta a sus padres informándoles que había dado a luz a una niña a la que llamó Laura Catalina.
Raúl de Sanctis estuvo secuestrado en el centro clandestino de detención Campo de Mayo.  Ambos permanecen desaparecidos.

## Sobre su hija
Laura Catalina de Sanctis Ovando es hija de Raúl de Sanctis y Miryam Ovando, nació en agosto del año 1977 en el Hospital Militar de Campo de Mayo (Buenos Aires, Argentina). Al momento de su nacimiento, su madre se encontraba en cautiverio.
A los pocos días de su nacimiento, fue apropiada por el matrimonio Morillo e Hidalgo Garzón, quienes lograron registrarla falsamente  en el libro de partos del Hospital Militar de Campo de Mayo, utilizando un certificado de nacimiento falso confeccionado por Lidia Fanni Villavicencio, obstetra de la maternidad clandestina.
La búsqueda de Laura Catalina comenzó en diciembre de 1982, a partir de denuncias que hicieron sus familiares ante Abuelas de Plaza de Mayo sobre la desaparición de sus padres. El equipo jurídico de la Asociación Abuelas inició la investigación sobre su paradero luego de recibir denuncias que indicaban que en la casa de un militar vivía una joven que podría ser hija de desaparecidos. A partir de allí, denunciaron esta situación ante el juzgado Federal N° 4 de la Ciudad de Buenos Aires.
Durante la investigación, se tomaron diversas medidas para dar con el paradero de la joven y se extrajeron objetos personales para conocer su identidad. Finalmente, el 8 de septiembre de 2008 se determinó, a partir de los resultados arrojados por el Banco Nacional de Datos Genéticos, que la joven es hija de Raúl de Sanctis y Miryam Ovando. Sus abuelos habían fallecido al momento de la restitución de su identidad.

## Justicia
Por el secuestro y desaparición de Miryam Ovando y Raúl de Sanctis fueron condenados a cadena perpetua en la causa Campo de Mayo: Santiago Omar Riveros, Reynaldo Benito Antonio Bignone, Luis Sadi Pepa y Carlos Tomás Macedra por los delitos de privaciones ilegales de la libertad, imposición de tormentos calificados, homicidios agravados, allanamiento ilegal y robo agravado por el uso de armas de fuego. También fueron condenados en la misma causa Eugenio Guañabens Perelló a 16 años de prisión efectiva, Carlos Eduardo José Somoza a 25 años, Miguel Castagno Monge a 20 años y Julio San Román a 20 años, por los delitos de privación ilegítima de la libertad e imposición de tormentos.
Durante el año 2012, por la apropiación de Laura Catalina de Sanctis Ovando, fueron condenados Carlos del Señor Hidalgo Garzón y María Francisca Morillo a 15 y 12 años de prisión respectivamente.
En el año 2014 se realizó el juicio contra la obstetra de la maternidad clandestina que funcionó en el Hospital Militar de Campo de Mayo, Lidia Fanni Villacencio, quien fue condenada a 8 años de prisión por firmar un certificado falso de nacimiento de Laura Catalina, en el que aparecía como hija de sus apropiadores (Hidalgo Garzón y Morillo).

## Homenaje
El 23 de diciembre del año 2012, en presencia de Laura Catalina de Sanctis Ovando, se realizó el homenaje “Árboles de memoria y homenaje”, durante el cual se plantaron árboles en el Bosque de la Memoria de la ciudad de Rosario (Argentina), en honor a Raúl de Sanctis y Miryam Ovando, conmemorando su militancia activa y su posterior desaparición.